# Kim Kirchen
Kim Kirchen (født 3. juli 1978) er en luxembourgsk tidligere cykelrytter. Han har fået sit fornavn, fordi hans far i sine unge dage cyklede sammen med den danske rytter Kim Andersen.[kilde mangler]

## Karriere
Kirchen blev professionel i 2001. Han vandt blandt andet vundet Holland Rundt i 2002 og blev i 2004 i Niederanven luxembourgsk mester i landevejsløb. Samme år deltog han for første gang i Tour de France. Kirchen cyklede for det italienske hold Fassa Bortolo frem til det blev opløst i 2005 og gik derefter over til Team High Road.
I 2007 gjorde Kirchen store fremskridt og gik fra at være en vigtig hjælperytter til at være kaptajn i flere etapeløb i Pro Touren. I marts 2007 blev han nummer to i Tirreno-Adriatico, kun slået af Andreas Klöden med 4 sekunder, og i juni kom karrierens højdepunkt: Andenplads i Tour de Suisse. Selv om både Tirreno-Adriatico og Tour de Suisse er Pro Tour-løb, er sidstnævnte nok det mest prestigefyldte, fordi det er et meget hårdt løb med flere bjergetaper, og at det kommer et stykke inde i sæsonen, hvor mange ryttere er i form.

## Tour de France 2007
Kirchen var blandt T-Mobile Teams ni udvalgte til Tour de France 2007, og det var ventet, at han ville blive en af Michael Rogers' vigtigste hjælperyttere i bjergene, men da Rogers måtte udgå på 2. bjergetape (8. etape), ændrede tingene sig. På den etape Rogers måtte udgå blev Kirchen hjælperytter for Linus Gerdemann, som da førte sammenlagt, men allerede på næste etape blev det klart, at Kirchen var bedre end Gerdemann, og han overtog derfor kaptajnrollen. Det, at Team Astana måtte trække sig og Rabobank suspenderede Michael Rasmussen, bidrog til, at Kirchen røg op sammenlagt, men det vigtigste enkeltbidrag kom han med selv, da han på den 15. etape cyklede ind på en andenplads og tog over 5 min. på de andre i toppen af ranglisten. Denne etape blev vundet af Alexander Vinokourov, som senere blev taget for doping, så Kirchen blev tilkendt sejren, efter at også Vinokourovs b-prøve var positiv.
På den 16. etape (den sidste bjergetape), havde Kirchen svært ved at følge med de andre klassementryttere, og det så ud til at han ville falde mange placeringer tilbage. Imidlertid fik han god hjælp af Linus Gerdemann op ad de første bjerge, og op ad Tourens sidste bjerg klarede han at finde sit eget tempo frem for at hænge med de andre, noget som begrænsede tidstabet. Den solide indsats gjorde at han kun tabte en placering på denne etape, selv om han måtte slippe hovedfeltet op ad alle bjergene.
På den sidste enkeltstart (19. etape) blev han truet af Jaroslav Popovytj, men han klarede at holde sig under med 12 sekunder sammenlagt og endte på 7. pladsen, noget som definitivt er karrierehøjdepunktet til dato for luxemburgeren. I et interview med T-Mobile Teams officielle hjemmeside gav han udtryk for, at han syntes placeringen var fortjent, og at han og holdet havde arbejdet meget hårdt for den.